# DKW F7
La DKW F7 è un'autovettura di fascia medio-bassa prodotta dal 1937 al 1939 dalla Casa automobilistica tedesca DKW.

## Storia e profilo

### Genesi e debutto
Il progetto destinato alla realizzazione della F7 fu portato avanti nel giro di pochi mesi. Basti pensare che il 3 marzo 1936 venne indetta una riunione relativa ai futuri sviluppi del programma Frontwagen, in particolare riguardo a come impostare l'erede della F5 in maniera tale da sposare efficacemente un prezzo concorrenziale con un significativo margine di guadagno. In quella seconda metà degli anni trenta del Novecento, infatti, la concorrenza stava diventando veramente aggressiva: la P4 stava riscuotendo un grande successo, tanto da suscitare le ire dello stesso Adolf Hitler, in quale in quel periodo stava appoggiando Ferdinand Porsche nella sua progettazione della KdF-Wagen, l'antenata del futuro Maggiolino. La creatura del dottor Porsche, visto il potentissimo appoggio, sarebbe stata quasi sicuramente una vettura assai competitiva, ragion per cui alla riunione dei vertici Auto Union si discusse sulla strada da scegliere: continuare a creare nuovi modelli sulla base di progetti e componentistica già esistenti oppure avviare un progetto del tutto nuovo? Nel primo caso, si sarebbe scelta una strada già collaudata e che avrebbe consentito tempi più rapidi nello sviluppo del nuovo modello, ma anche una strada che entro breve avrebbe mostrato tutti i suoi limiti, limiti che in realtà già si presentavano ed avevano la forma e l'aspetto della mancanza di Jørgen Skafte Rasmussen, l'ex patron della DKW, poi giunto a far parte del consiglio di amministrazione dell'Auto Union ed infine licenziato per divergenze con gli altri membri. D'altro canto, se si fosse scelta la seconda strada, ossia quella di progettare l'erede della F5 partendo da un foglio bianco, ci sarebbero volute maggiori risorse, sia in termini di denaro da investire, sia in termini di tempo. Pertanto si ripiegò sulla prima strada e si decise quindi che la futura F7 sarebbe nata sulla base del modello già esistente, la F5 appunto.
Fu imposto ai progettisti di creare un modello che migliorasse le doti di affidabilità della F5, ma che nel contempo riducesse i costi di produzione. Per il modello che all'inizio si pensò ovviamente dovesse chiamarsi F6, si stabilì di conservare il medesimo blocco motore-cambio, con trasmissione mediante coppia conica; si stabilì inoltre di dotare la vettura dello stesso meccanismo di ruota libera che già veniva montato in quel periodo sulla Schwebeklasse; tra le altre novità da integrare nel nuovo modello avrebbero dovuto esserci anche lo sterzo a cremagliera e le sospensioni con silent-bloc in gomma. In breve tempo vennero approntati quattro prototipi sperimentali per una massiccia sessione di test. Ma questi test non fecero che dimostrare l'inaffidabilità di molte delle soluzioni tecniche prefissate come novità per la F6: ciò riguardò in particolare i silentbloc e lo sterzo a cremagliera, mentre il meccanismo di ruota libera, ripreso come si è detto dalla Schwebeklasse, si dimostrò rumoroso nel prototipo F6. Per testare queste ed altre soluzioni tecniche, la sessione di test si protrasse eccessivamente a lungo per un modello basato su telaio, meccanica e carrozzeria già esistenti e che quindi avrebbe dovuto essere ultimato in tempi brevi. Pertanto il progetto F6 fu accantonato a favore di un altro progetto condotto parallelamente: infatti, proprio in quel periodo, allo stabilimento Audi di Zwickau fu ultimato un prototipo realizzato in collaborazione con lo stabilimento di Spandau. Entrambi gli stabilimenti appartenevano in tempi passati alla DKW ed ora facevano parte del grosso apparato industriale dell'Auto Union, di cui la stessa DKW faceva parte. Il prototipo realizzato, denominato F7, possedeva la caratteristica di avere la carrozzeria realizzata tutta in un unico pezzo, allo scopo di contenere i costi di realizzazione. Praticamente come se fosse una moderna scocca portante, ma in realtà da fissare al telaio, ancora di tipo separato, la F7 incontrò il favore dei vertici Auto Union, ai quali il prototipo venne sottoposto il 27 agosto 1936.
Un mese più tardi, il 25 settembre, la vettura definitiva fu presentata al pubblico: cominciò così la carriera della F7.

### Caratteristiche

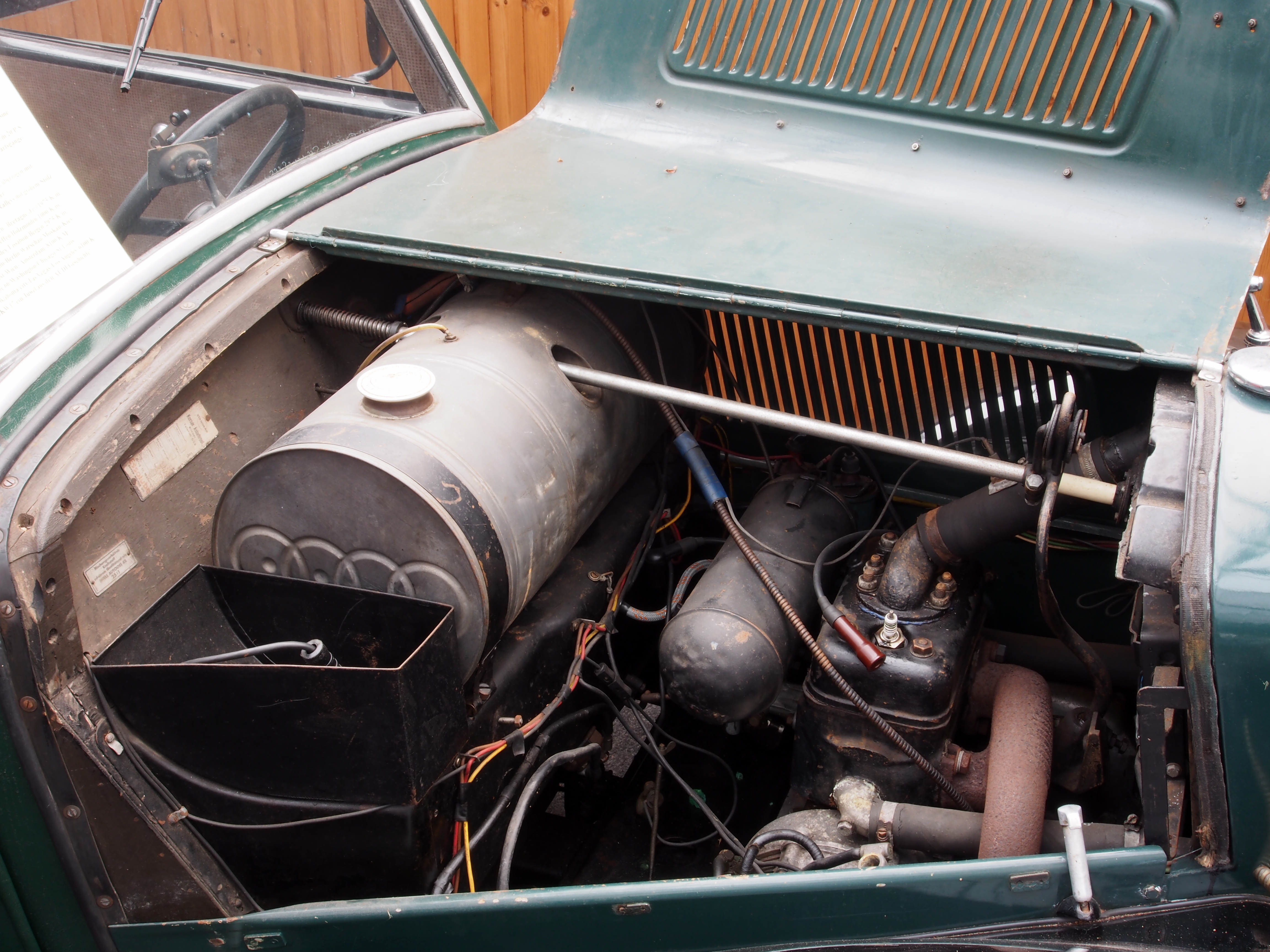
Il vano motore di una F7: si notino lo stemma con i quattro anelli sul serbatoio ed il foro ricavato su quest'ultimo per permettere il passaggio dell'albero di collegamento tra leva del cambio e trasmissione.

Va detto che la carrozzeria realizzata a Zwickau per la F7 non si discostò quasi per niente da quella della F5: le differenze stilistiche tra i due modelli furono pertanto poche. Tra queste va sicuramente citato il disegno delle portiere, in cui solo il montante anteriore era inclinato e non anche la parte inferiore della portiera (come invece era stato per la F5); inoltre, ai lati del cofano motore era presente una fila composta da un numero maggiore di listelli (26 invece che 14) per il raffreddamento del motore; ed ancora, il parabrezza della F7 era più alto di 3 cm rispetto a quello della F5. Esternamente furono dunque queste (e pochissime altre) le differenze con la F5: non solo, ma mentre in precedenza vi era una differenza di ingombri tra la carrozzeria della Reichsklasse (più corta) e quella della Meisterklasse (più lunga), nel caso della F7 entrambi gli allestimenti condivisero la carrozzeria della Meisterklasse. Qualche novità in più si ebbe nell'abitacolo, dove venne montato un nuovo cruscotto che si estese per tutta la larghezza e dove al centro fu installato un nuovo pannello rettangolare per la strumentazione ed i comandi.
Pochissime le differenze, benché leggermente più rilevanti, anche dal punto di vista meccanico: l'avantreno divenne a due balestre trasversali sovrapposte. Le carreggiate furono allargate di 5 mm all'avantreno e di 30 mm al retrotreno, mentre i semiassi divennero anch'essi più lunghi. Per quanto riguarda il motore, esso ricevette una nuova flangia per il fissaggio del nuovo carburatore scelto dai progettisti per migliorare le doti di economia e diminuire lo spreco di carburante. Quanto alle caratteristiche di cilindrata e prestazioni, vennero mantenuti intatti gli stessi parametri dei modelli precedenti, a partire proprio dalla F5, ossia 584 cm³ e 18 CV per la Reichsklasse e 692 cm³ e 20 CV per la Meisterklasse. Per quanto riguarda il cambio, questo rimase invariato, ma la frizione fu oggetto di migliorie allo scopo di aumentare il coefficiente di attrito del disco. All'interno del vano motore, appena davanti alla base del parabrezza, trovava posto il serbatoio carburante: quest'ultimo recava un foro nella parte superiore centrale, per consentire l'alloggiamento di una barra che collegasse la leva del cambio con il cambio stesso, situato sul lato anteriore del vano motore, ed in blocco con il bicilindrico a due tempi.
Tutte le soluzioni auspicate all'inizio del progetto F6, poi accantonato, non furono applicate sulla F7.

## Evoluzione

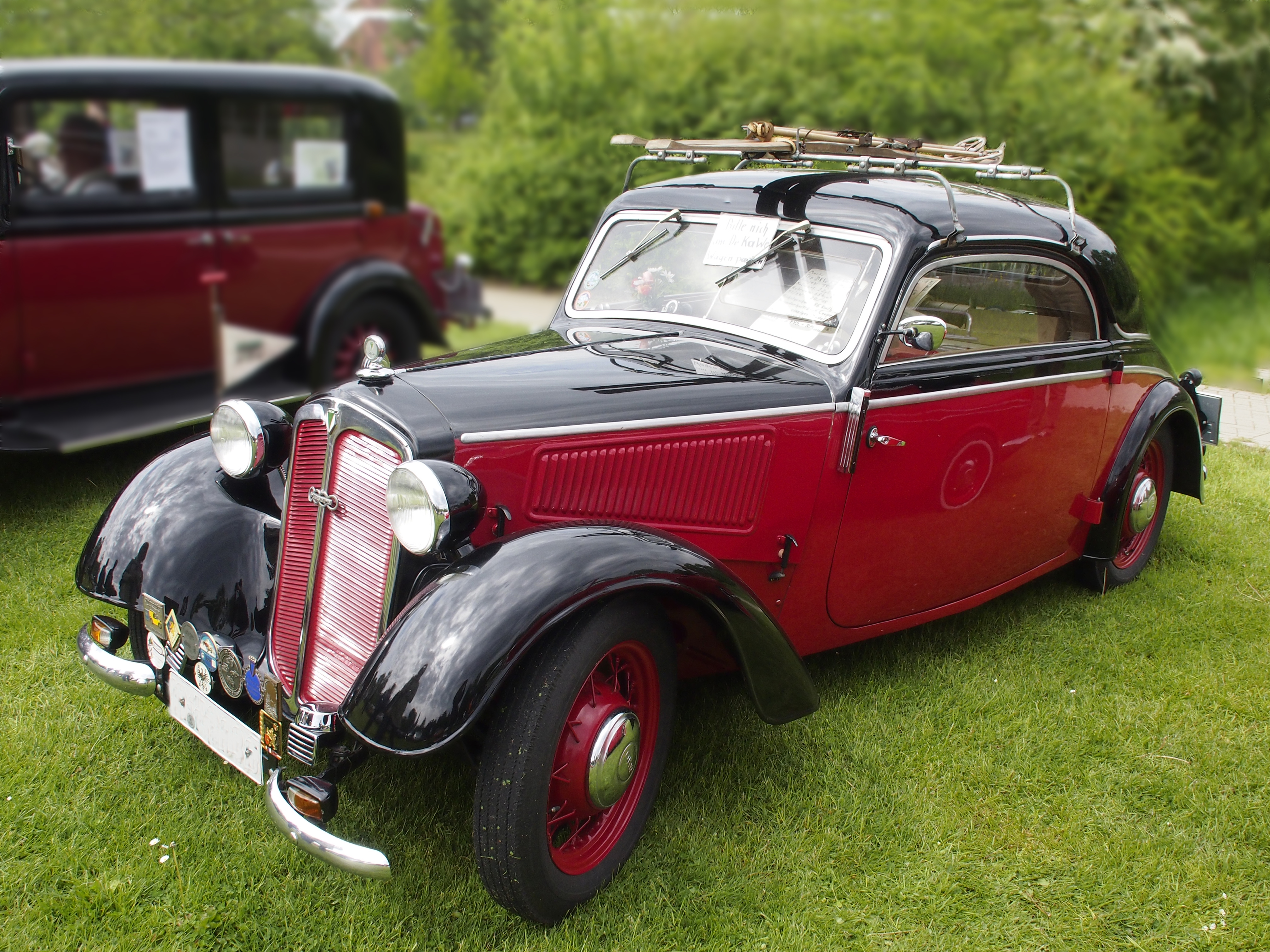
Una delle primissime F7

Nonostante la F7 sia indicata come una vettura del 1937, i primi esemplari da destinare alla clientela furono prodotti già nel dicembre dell'anno precedente. Si trattava di esemplari unicamente in allestimento Reichsklasse, con carrozzerie berlina o cabrio-limousine. Il prezzo fissato fu di 1.650 RM per la Cabrio-Limousine a 2 posti, ossia 100 RM in meno rispetto alla corrispondente versione della gamma F5. Ma fu nei due mesi successivi, tra il gennaio ed il febbraio del 1937, che si cominciò a parlare di una vera e propria gamma articolata, quando alle due versioni appena menzionate si aggiunsero le seguenti altre varianti:
- Reichsklasse Spezial Limousine, con carrozzeria berlina;
- Reichsklasse Spezial Cabrio-Limousine, con carrozzeria trasformabile a 4 posti;
- Meisterklasse berlina;
- Meisterklasse Spezial Cabrio-Limousine, con carrozzeria trasformabile a 4 posti;
- Meisterklasse Coupé a 2 posti.

Vale la pena spendere due parole sulla Reichsklasse Spezial: per 100 RM in più l'acquirente otteneva i paraurti (assenti nella Reichsklasse di base) un radiatore con una griglia più rifinita ed una linea argentata a scopo decorativo che percorreva tutta la lunghezza del corpo vettura, dal radiatore fino a dietro il parafango posteriore. 
Le Reichsklasse in allestimento Spezial divennero disponibili in alcuni mercati esteri anche con il motore da 0.7 litri della Meisterklasse.

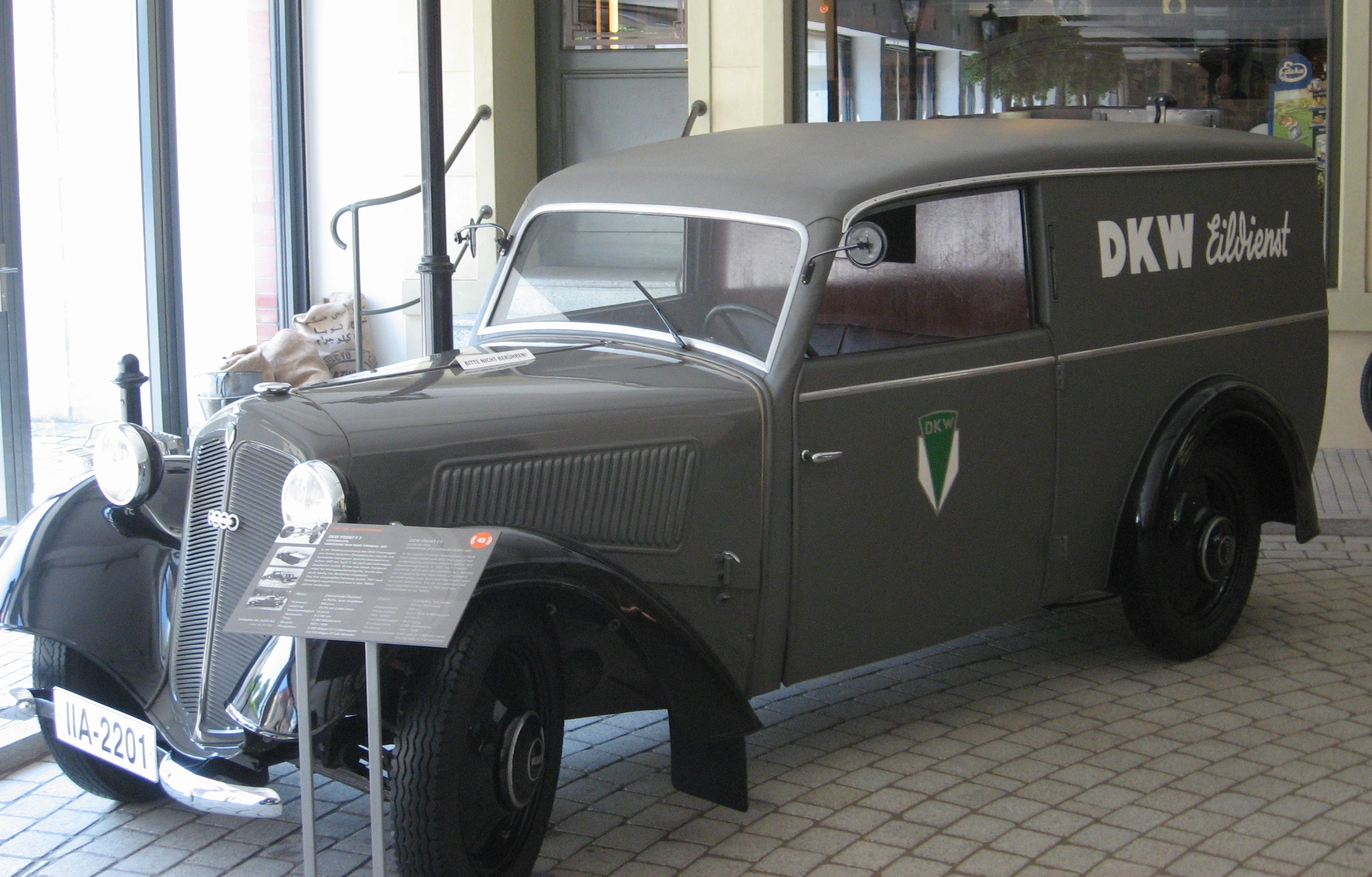
Una F7 in versione Lieferwagen, ossia la versione furgoncino

Quali furono, allora, le differenze tra la Reichsklasse Spezial e la Meisterklasse, considerata la differenza di prezzo pari a ben 470 RM? Innanzitutto la Meisterklasse fu proposta con carrozzeria bicolore e la Reichsklasse Spezial solo in tinta unita. Inoltre, come già detto, la Meisterklasse montò un motore da 0.7 litri leggermente più potente. Furono inoltre previsti per la Meisterklasse ulteriori inserti decorativi, non previsti per la Spezial.
Anche successivamente, durante la primavera, non mancarono alcune novità: le versioni con carrozzeria trasformabile, sia in allestimento Reichsklasse che Meisterklasse, vennero proposte anche in configurazione a 2 posti, mentre fece il suo debutto la versione furgoncino, destinata al trasporto leggero nelle vie cittadine. La gamma così ottenuta alla fine del mese di aprile del 1937 fu destinata a sostituire le corrispondenti versioni della gamma F5. Quest'ultima, però, non scomparve in quel periodo dal listino DKW, ma rimase ancora nelle versioni cabriolet.
Per vedere le prime cabriolet su base F7 occorrerà attendere fino alla fine di quel 1937: a novembre, infatti, vi fu l'arrivo in listino della cosiddetta Luxus-Cabriolet a 4 posti, il cui assemblaggio fu affidato alla carrozzeria Baur di Stoccarda.

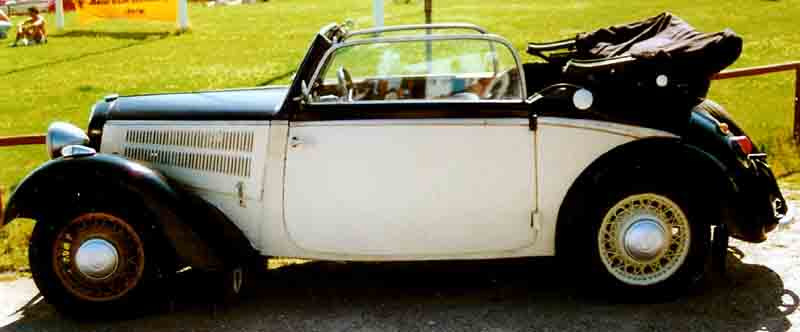
Una F7 con carrozzeria cabriolet

Le novità maggiori si ebbero nel febbraio del 1938 quando al Salone di Berlino venne presentata una gamma F7 sottoposta ad un aggiornamento generale, sebbene ancora una volta molto lieve. Questa volta il lato anteriore delle portiere fu ridisegnato per tornare ad essere completamente inclinato come nella F5. Di conseguenza anche il cofano motore fu leggermente ridisegnato. Inoltre la carrozzeria fu allargata di 25 mm in corrispondenza dell'abitacolo, in maniera tale da lasciare più spazio per i gomiti dei passeggeri anteriori. Tecnicamente gli aggiornamenti furono limitati ad alcune migliorie all'impianto frenante (sempre a tamburi) e al motore, dove venne montato un albero a gomiti rinforzato. Fu inoltre mantenuta in gamma anche la variante Spezial della Reichsklasse, oltre che la sua variante base. I mesi di febbraio e di marzo del 1938 furono dedicati al rinnovamento quasi totale della gamma secondo le specifiche svelate a Berlino. Tra questi modelli vi fu un'ulteriore novità, costituita dall'inedita berlina a 4 porte. Unici ritardatari furono i modelli coupé e la nuova variante ambulanza (prodotta però in un solo esemplare), introdotti ad aprile. A giugno furono proposte per alcuni mercati esteri anche due varianti con carrozzeria in lamiera di tipo berlina o trasformabile.

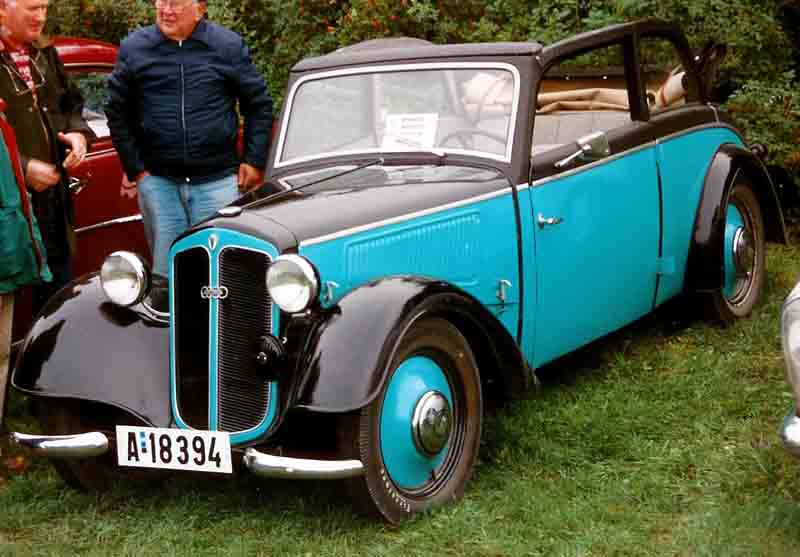
Una F7 Cabrio-Limousine

Comincia da qui la parabola discendente della carriera commerciale della F7: il tempo di superare l'estate e nel mese di settembre scomparve dalla gamma la cabriolet a 2 posti, introdotta a febbraio e anch'essa prodotta a Stoccarda dalla Baur. Intanto, al Consiglio di Amministrazione furono presentati i primi prototipi della F8, destinata l'anno successivo a raccogliere l'eredità della F7. A novembre fu la volta della versione pick-up, mentre il mese seguente toccò alla Spezial Cabrio-Limousine a 4 posti con motore da 0.7 litri (che anche dopo l'aggiornamento di febbraio fu destinata ai mercati esteri). Tra febbraio e marzo del 1939 scomparve la quasi totalità della gamma F7. Per il mercato interno, ormai, fu la F8, appena introdotta nel mercato, a calamitare l'attenzione del pubblico.
Rimasero a rappresentare la gamma F7 solo le versioni allestite come veicoli per operazioni di soccorso o per altre funzioni ausiliarie e le versioni in lamiera destinate all'esportazione. Prima dell'estate, però, anche queste versioni scomparvero dalla gamma. In totale furono prodotti 102.133 esemplari di F7, che divenne quindi la DKW più venduta tra quelle di anteguerra. La F8, visti anche i tempi duri che si stavano preparando, non poté neppure avvicinarsi a tale cifra.

### Tabella riepilogativa
| DKW F7 | Carrozzerie previste                | Cilindrata cm³ | Potenza CV/rpm | Velocità max (km/h) | Anni di produzione | Esemplari prodotti | Prezzo al debutto (RM) |
| Reichsklasse | Berlina 2 porte                     | 584            | 18/3500        | 80                  | 12/1936-03/1939    | 12.716             | 1.795                  |
| Reichsklasse | Cabrio-Limousine 2 posti            | 584            | 18/3500        | 80                  | 03/1937-02/1939    | 1.498              | 1.650                  |
| Reichsklasse | Cabrio-Limousine 4 posti            | 584            | 18/3500        | 80                  | 12/1936-03/1939    | 5.651              | 1.880                  |
| Reichsklasse Spezial 600 | Berlina 2 porte                     | 584            | 18/3500        | 80                  | 01/1937-03/1939    | 17.140             | 1.895                  |
| Reichsklasse Spezial 600 | Cabrio-Limousine 4 posti            | 584            | 18/3500        | 80                  | 01/1937-02/1939    | 6.503              | 1.980                  |
| Reichsklasse Spezial 7001 | Berlina 2 porte                     | 692            | 20/3500        | 85                  | 01/1937-03/19391   | 6.082              | - 1                    |
| Reichsklasse Spezial 7001 | Cabrio-Limousine 4 posti            | 692            | 20/3500        | 85                  | 01/1937-12/19381   | 1.789              | - 1                    |
| Meisterklasse | Berlina 2 porte                     | 692            | 20/3500        | 85                  | 02/1937-03/1939    | 26.955             | 2.350                  |
| Meisterklasse | Berlina a 4 porte                   | 692            | 20/3500        | 85                  | 03/1938-03/1939    | 310                | -                      |
| Meisterklasse | Cabrio-Limousine 2 posti            | 692            | 20/3500        | 85                  | 04/1937-03/1939    | 3.067              | 2.175                  |
| Meisterklasse | Cabrio-Limousine 4 posti            | 692            | 20/3500        | 85                  | 02/1937-03/1939    | 10.519             | 2.450                  |
| Meisterklasse | Coupé 2 posti                       | 692            | 20/3500        | 85                  | 01/1937-01/1939    | 179                | -                      |
| Meisterklasse Export² | Berlina 2 porte                     | 692            | 20/3500        | 85                  | 06/1938-05/1939²   | 615                | - ²                    |
| Meisterklasse Export² | Cabrio-Limousine 4 posti            | 692            | 20/3500        | 85                  | 06/1938-04/1939²   | 190                | - ²                    |
| Front-Luxus Cabriolet | Cabriolet 2 posti                   | 692            | 20/3500        | 85                  | 02/1938-09/1938    | 653³               | 3.250                  |
| Front-Luxus Cabriolet | Cabriolet 4 posti                   | 692            | 20/3500        | 85                  | 11/1937-03/1939    | 2.288              | 3.400                  |
| Lieferwagen | Furgoncino                          | 692            | 20/3500        | 75                  | 04/1937-03/1939    | 2.003              | 2.350                  |
| Pritschenwagen | Pick-up                             | 692            | 20/3500        | 75                  | 11/1938-03/1939    | 150                | -                      |
| Krankenwagen | Ambulanza                           | 692            | 20/3500        | 75                  | 04/1938            | 1                  | -                      |
| Gerätewagen | Veicolo per soccorso o usi speciali | 692            | 20/3500        | 75                  | 04/1937-06/1939    | 113                | -                      |
| Fahgestell | Telaio nudo                         | 692            | 20/3500        | -                   | -                  | 3.711              | -                      |
| Note: 1Non per il mercato tedesco ²Con carrozzeria in lamiera, modello non previsto per il mercato tedesco ³Di cui 251 carrozzati da Baur e 402 carrozzati da Wachsmuth |                                     |                |                |                     |                    |                    |                        |